# Andersonite
L'andersonite è un minerale dell'uranio, prende il nome dal geologo statunitense Charles Alfred Anderson, che per primo la scoprì. I suoi cristalli mostrano fosforescenza se sottoposti a raggi UV.